# Liste der Bodendenkmale in Drehnow
In der Liste der Bodendenkmale in Drehnow sind alle Bodendenkmale der brandenburgischen Gemeinde Drehnow und ihrer Ortsteile aufgelistet. Grundlage ist die Veröffentlichung der Landesdenkmalliste mit dem Stand vom 31. Dezember 2020.
Die Baudenkmale sind in der Liste der Baudenkmale in Drehnow aufgeführt.
|   | Gemarkung      | Flur | Kurzansprache                                                           | Bodendenkmalnummer | Bemerkung | Bild |
| - | -------------- | ---- | ----------------------------------------------------------------------- | ------------------ | --------- | ---- |
| 1 | Drehnow (Lage) | 2    | Gräberfeld Bronzezeit                                                   | 120314             |           |      |
| 2 | Drehnow (Lage) | 1    | Siedlung Bronzezeit, Rast- und Werkplatz Steinzeit                      | 120315             |           |      |
| 3 | Drehnow (Lage) | 1    | Rast- und Werkplatz Mesolithikum, Siedlung Bronzezeit                   | 120316             |           |      |
| 4 | Drehnow (Lage) | 3    | Rast- und Werkplatz Steinzeit, Siedlung Bronzezeit                      | 120317             |           |      |
| 5 | Drehnow (Lage) | 1    | Rast- und Werkplatz Steinzeit, Siedlung Bronzezeit                      | 120318             |           |      |
| 6 | Drehnow (Lage) | 1    | Siedlung Bronzezeit, Siedlung römische Kaiserzeit, Siedlung Eisenzeit   | 120319             |           |      |
| 7 | Drehnow (Lage) | 1    | Siedlung Bronzezeit, Siedlung Eisenzeit                                 | 120320             |           |      |
| 8 | Drehnow (Lage) | 1    | Siedlung Bronzezeit, Siedlung Eisenzeit                                 | 120321             |           |      |
| 9 | Drehnow (Lage) | 1, 2 | Dorfkern deutsches Mittelalter, Dorfkern Neuzeit, Gräberfeld Bronzezeit | 120322             |           |      |